# مارتا أبا
مارتا أبا Marta Abba (1900 – 1988) ممثلة إيطالية اشتهرت بعلاقتها بالأديب الإيطالي الشهير الحائز على جائزة نوبل لويجي برانديللو.
بدأت تلك العلاقة في عام 1923 واستمرت حتى وفاته عام 1936 وكانت مارتا تشكل ملهمة إبداع برانديللو. فالممثلة الشابة ذات الخمسة والعشرين ربيعا التقت بالكاتب المسرحي الشهير وهو في خريفه الثامن والخمسين، فوقع في حبها وهي كذلك.
ويتضح من مراسلاتهما أنها أعطت الثقة للكاتب وهو في شيخوخته. ولكن كانت العلاقة بينهما معقدة لكنها أثرت على كتابات برانديللو المسرحية. وكانت مارتا حلمه الذي ظل ينتظر تحققه بعد خيبة أمله مع إليونورا دوزي.
وقد نشرت رسائلهما باللغة الإنجليزية.

## روابط خارجية
- مارتا أبا على موقع IMDb (الإنجليزية)
- مارتا أبا على موقع ألو سيني (الفرنسية)
- مارتا أبا على موقع أول موفي (الإنجليزية)
- مارتا أبا على موقع قاعدة بيانات برودواي على الإنترنت (الإنجليزية)
- مارتا أبا على موقع كينوبويسك (الروسية)